# Pantodontidae
Pantodontidae (beentongvissen) zijn een familie van straalvinnige vissen uit de orde van beentongvissen (Osteoglossiformes).

## Taxonomie
De familie kent de volgende geslachten en soorten:
- Geslacht Pantodon
  - Vlindervis (Pantodon buchholzi)